# Parafia św. Maksymiliana Kolbego w Brzozowicy Dużej
Parafia Świętego Maksymiliana Kolbe w Brzozowicy Dużej – parafia rzymskokatolicka w Brzozowicy Dużej.
Wsie na terenie parafii:
- Brzozowica Duża (1150 osób),
- Mościska (310 osób).

## Historia
Parafia została erygowana w roku 1985. Budynek kościoła parafialnego jest murowany, wybudowany w latach 1983–1984 przez ks. Józefa Huszaluka w stylu współczesnego budownictwa kościelnego.

## Duszpasterze
Proboszcz – ks. mgr Tomasz Małkiński (od 09.11.2020 r.)